# Atanasio Girardot
Pour les articles homonymes, voir Girardot.
Atanasio Girardot (2 mai 1791 - 30 septembre 1813) est un patriote sud-américain qui participa aux guerres d'indépendance de la Colombie et du Venezuela. Fils de Louis Girardot, marchand riche et mineur français, il combattit aux côtés de Simón Bolívar lors de campagne Admirable. Il fut tué à la bataille de Bárbula, alors qu'il essayait de planter le drapeau révolutionnaire sur la colline de Bárbula.
Une ville de Colombie et une autre du Venezuela ont été nommées en son honneur. Le stade Atanasio-Girardot, à Medellín, porte également son nom.

## Source
- (es) Cet article est partiellement ou en totalité issu de l’article de Wikipédia en espagnol intitulé « Atanasio Girardot » (voir la liste des auteurs).